# Amphipoea intermedia-albomaculata
Amphipoea intermedia-albomaculata là một loài bướm đêm trong họ Noctuidae.